# Tam Ca-diếp
Ba anh em Ca Diệp hay Tam Ca Diệp, là danh xưng để chỉ ba anh em Ca Diệp [Diếp] (Kashyapa), vốn xuất thân là những đại sư Bà La Môn thờ lửa, về sau trở thành một trong số những đệ tử đầu tiên của Phật Thích-ca Mâu-ni, dưới đây là danh tánh cụ thể của ba người.
- Trưởng nam Ưu Lâu Tần La Ca Diệp (Uruvilva Kasyapa / Uruvela Kassapa)
- Thứ nam Na Đề Ca Diệp (Nandi Kasyapa / Nandi Kassapa)
- Thứ ba Ca Da Ca Diệp (Gaya Kasyapa / Gaya Kassapa)

Nguyên tín ngưỡng của họ là tín đồ Bà La Môn lễ bái Hỏa giáo, họ có một số đệ tử và những kẻ đi theo, sau đó cả ngàn đệ tử đều theo Tam Ca Diệp cải đạo tin sang Phật giáo, gia nhập tăng đoàn của Đức Phật Thích Ca Mâu Ni, trở thành giáo đoàn Phật giáo cốt cán thuở ban đầu, đã phát huy được những tác dụng trọng yếu.